# Hiperarista
En teoría de hipergrafos, una hiperarista es un elemento de un hipergrafo. Haciendo la analogía con la teoría de grafos, una hiperarista se puede ver además como una arista que puede relacionar a cualquier número de nodos.
Formalmente, dado un hipergrafo {\displaystyle {\mathcal {H}}\subseteq {\mathcal {P}}(A)}, definido sobre un conjunto base {\displaystyle A}, una hiperarista se define como un conjunto {\displaystyle X\in {\mathcal {H}}}. Toda hiperarista es un subconjunto del conjunto base sobre el cual se define un hipergrafo.

## Ejemplo
Sea el hipergrafo {\displaystyle H:=\{\{a,b\},\{b,c\},\{c\}\}} definido sobre el conjunto base {\displaystyle A:=\{a,b,c\}}, entonces los tres conjuntos {\displaystyle \{a,b\}}, {\displaystyle \{b,c\}} y {\displaystyle \{c\}} son hiperaristas de H.
- Datos: Q5898254